# 발가락이 닮았다
〈발가락이 닮았다〉는 1932년 1월 《동광》 제29호에 발표한 김동인의 단편 소설이다. 자연과학의 근거 위에 심리적 갈등을 그린 작품으로, 자연주의적 경향을 보여주고 있다. 혈육을 갖고자 하는 본능적 욕구, 자신을 기만하면서까지 파멸에서 자기를 구하려는 생에 대한 의지 등 무력한 인간의 숙명을 그린 작품이다. 염상섭을 실제 모델로 했다는 소문이 돌아 발표 당시부터 물의를 일으켰다.
내용은 방탕한 성생활로 인해 성병에 걸려 생식능력이 없게 된 남자가 결혼한 후 얻게 된 자식을 바라보는 아이러니한 심정을 그린 작품이다. 여기서 주목할 것은 소설 속 M이 자기 자식일 수 없는 자식을 바라보며 '발가락이(라도) 닮았다'라고 합리화하는 의식의 메커니즘이다. 실체적 진실이나 현실적 사회와 유리된 채 자기 유폐에 빠진 〈돈 키호테〉의 희비극이 연출되고 있는 작품이다.

## 줄거리
매독 등 성병을 심하게 앓고 있어 생식능력이 없는 M에 대한 이야기이다. 소설의 화자인 의사는 M의 친구로 M이 중증 성병 환자임을 알고 있는 유일한 존재다. M은 생식능력이 없음에도 불구하고 결혼을 하였는데, 아내가 임신하자 충격을 받는다. 그러나 M은 자신의 자식이 아니지만 "발가락이 닮았다"며 슬픈 몸부림을 치게 되고, 의사인 친구는 차마 "닮은 데가 없다"고 말하지 못한다.

## 원작으로 한 작품
- 《발가락이 닮았다》, 영화, 김수용 감독, 1976년 11월 5일 개봉